# Eperythrozoon
Eperythrozoon è un genere di batterio appartenente alla famiglia delle Mycoplasmataceae.